# Revolution! (album)
Revolution!, musikalbum av amerikanska gruppen Paul Revere and the Raiders utgivet 1967 på skivbolaget Columbia Records. Revolution! ses ofta som ett av gruppens starkare album. Det innehöll singlarna "Him or Me" samt "I Had a Dream" men nyutgåvor inkluderar även singeln "Ups and Downs".

## Låtlista
(Alla låtar är skrivna av Lindsay/Melcher)
1. Him or Me (What's It Gonna Be?) - 2:50
2. Reno - 2:24
3. Upon Yor Leaving - 3:12
4. Mo'reen" - 2:30
5. Wanting You - 2:52
6. Gone Movin' On - 2:34
7. I Had a Dream - 2:20
8. Tighter - 1:59
9. Make It With Me - 3:07
10. Ain't Nobody Who Can Do It Like Leslie Can - 2:19
11. I Hear a Voice - 2:49